# Sabaria contractaria
Sabaria contractaria là một loài bướm đêm trong họ Geometridae. Loài này được Walker Sensu Warren miêu tả khoa học lần đầu tiên năm 1901.